# Карраро, Франко
Франко Карраро (итал. Franco Carraro, род. 6 декабря 1939, Падуя, Италия) — итальянский государственный, политический и спортивный деятель.

## Биография

### Спортивная карьера
Воднолыжный спорт:
- Чемпион Италии среди юниоров (1953—1954);
- Чемпион открытого чемпионата Италии (1955—1960);
- Чемпион Европы в слаломе (1965)
- Чемпион Европы в комбинации (1961)
- Чемпион Европы в команде (1958, 1959, 1960);
- Бронзовый призёр чемпионата мира (1957).

### Государственная и деловая карьера
- 1981—1987 — вице-президент авиакомпании Alitalia
- 1987—1990 — министр туризма, спорта и зрелищ Италии.
- 1989—1993 — мэр Рима.
- 1994—1999 — президент корпорации Impregilio
- 1995—2000 — президент Venezia Nuova Consortium.
- 1999—2000 — вице-президент коммерческого банка Mediocredito S.p.A. (ныне Capitalia S.p.A.)
- C 2000 года — президент этого банка.

### Работа в национальных и международных спортивных организациях
- 1962—1976 — президент Федерации воднолыжного спорта Италии
- 1963—1967 — председатель Технической комиссии Международной федерации воднолыжного спорта
- 1967—1973 — президент Международной федерации воднолыжного спорта
- 1966—1967 — вице-президент футбольного клуба «Милан»
- 1967—1971 — президент футбольного клуба «Милан»
- 1968—1972 — федеральный советник Итальянской федерации футбола
- 1973—1976 — вице-президент Итальянской федерации футбола
- 1976—1978 — президент Итальянской федерации футбола
- В 1977 году — вице-президент НОК Италии
- 1977—1987 — президент НОК Италии
- 1978—1986 — член Совета ФИФА
- 1980—1987 — президент Европейских олимпийских комитетов
- 1981—1987 — вице президент Ассоциации национальных олимпийских комитетов
- С 1986 года — член Организационного комитета Чемпиаоната мира по футболу ФИФА
- 1997—2001 — президент Профессиональной футбольной лиги Италии
- 2001—2006 — президент Итальянской федерации футбола
- С 2002 года — руководитель внутреннего аудита ФИФА
- 2004—2009 — член Исполнительного комитета УЕФА.

#### Работа в Международном олимпийском комитете (МОК)
- С 1982 года — член МОК
- 1983—1994 — заместитель председателя Комиссии МОК по олимпийской программе
- 1986—1987 — член Комиссии МОК по олимпийской солидарности
- 1998—2001 — руководитель группы по пересмотру олимпийской программы
- 2000—2004 — член Исполнительного комитета МОК
- 2001—2003 — заместитель председателя Финансовой комиссии МОК
- С 2002 года — председатель Комиссии МОК по олимпийской программе
- С 2002 года — член Комиссии МОК по завершении реформы МОК 2000 года

## Награды
- Кавалер Большого креста ордена «За заслуги перед Итальянской Республикой» (6 февраля 1980 года) [1]
- Золотая цепь за спортивные заслуги (НОК Италии, 2004 год) [2]